# Resma
Resma é uma tradicional unidade de medida.

## Etimologia
O termo resma é derivado da palavra árabe رزمة rizima(h) ou razamâ, que significado fardo, em português[carece de fontes?]. Resma é um conjunto formado por quinhentas folhas de papel.

## Representação
Antigamente uma resma correspondia a 480 folhas de papel, ou 20 "mãos" de papel (com 24 folhas cada). Já a resma para impressão era de 516 folhas, provavelmente por causa da quantidade reservada a erros.
Em razão da padronização internacional, o termo "resma" passou a se referir a 500 folhas, 20 mãos de papel (com 25 folhas cada). O antigo valor de 480 folhas passou a ser conhecido como resma curta.
A definição atual reflete a prática corrente de comercialização de papel em pacotes de 500 folhas. Embora exista a comercialização em pacotes com diferentes quantidade de folhas, especialmente de 100 folhas, a nomenclatura resma refere-se exclusivamente aos pacotes com 500 folhas. A unidade resma é usualmente empregada na comercialização de papel de vários tamanhos, tipos e cores.
Uma árvore produz de quarenta a quarenta e oito resmas de papel A4 (210x297mm), pesando cerca de 2,3 kg cada.